# Cynthia Mulrow
Cynthia Mulrow (Edinburg, Texas, 23 de mayo de 1953) es una médica y académica estadounidense. Ha contribuido regularmente a la investigación académica en diversos temas a la comunidad médica. Su trabajo académico se centra principalmente en las revisiones sistemáticas e informes de evidencia, metodología de investigación y afecciones médicas crónicas. 

## Educación
Mulrow se graduó de la escuela secundaria en Alice,Texas. Recibió su título de médico en la Escuela de Medicina de Baylor en 1978, completó una beca en medicina general en la Escuela de Medicina de la Universidad Duke en 1983 y una maestría en Epidemiología en la Escuela de Higiene y Medicina Tropical de Londres en 1984. 

## Trayectoria
Mulrow es la editora adjunta principal de la revista académica Annals of Internal Medicine y profesora adjunta de medicina clínica en el Centro de Ciencias de la Salud de la Universidad de Texas en San Antonio. Los puestos anteriores que ocupó fueron como directora del Programa de Becas de la Facultad de Médicos Generalistas de la Fundación Robert Wood Johnson (2000-2008) y directora del Centro Cochrane de Colaboración San Antonio (1994-2000) y en San Antonio Evidence-based Practice Center (1997-2000). Fue elegida para formar parte de la American Society for Clinical Investigation en 1997,  fue reconocida como maestra del American College of Physicians en 2005 y fue elegida para el Instituto de Medicina en 2008. Es autora de numerosos artículos, entre ellos un artículo seminal sobre el artículo de revisión médica en 1987, y sirvió en pautas de orientación que incluyen a la United States Preventive Services Task Force. Contribuye a grupos que establecen estándares para la investigación de informes, entre ellos el PRISMA (revisiones sistemáticas y metanálisis), y STROBE (estudios observacionales). Profesora de medicina en el Centro de Ciencias de la Universidad de Texas en San Antonio. 